# Trefl Gdańsk
Maillots
Le Trefl Gdańsk est un club de volley-ball polonais basé à Gdańsk en Pologne.

## Historique
- 2005-2007 : Trefl Gdańsk

Logo 2008-2011

Logo 2011-2017

- 2007-2008 : Trefl Piłka Siatkowa SA Gdańsk
- 2008-2011 : Trefl Gdańsk
- 2011-2017 : LOTOS Trefl Gdańsk
- 2017- : Trefl Gdańsk

## Résultats sportifs

### Palmarès
| Compétitions nationales | Compétitions internationales |
| - Championnat de Pologne (1) - Champion : 2011. - Vice-champion : 2010, 2015. - Championnat de Pologne de D2 (1) - Vainqueur : 2008. - Coupe de Pologne (2) - Vainqueur : 2015, 2018. - Finaliste : 2011, 2016. - Supercoupe de Pologne (1) - Vainqueur : 2015. - Finaliste : 2018. | - Néant                      |

### Saison par saison
| Saison       | Championnat | Championnat | Championnat | Championnat | Championnat | Championnat | Championnat | Championnat   | Coupe de Pologne | Supercoupe de Pologne | Coupe d'Europe | Coupe d'Europe |
| Saison       | Division    | Niveau      | Phase régu. | Pts         | M           | V           | D           | Play-offs     | Coupe de Pologne | Supercoupe de Pologne | Compétition    | Tour           |
| ------------ | ----------- | ----------- | ----------- | ----------- | ----------- | ----------- | ----------- | ------------- | ---------------- | --------------------- | -------------- | -------------- |
| Trefl Gdańsk |             |             |             |             |             |             |             |               |                  |                       |                |                |
| 2005-2006    | II liga     | III         | ?           | ?           | ?           | ?           | ?           | ?             | -                | -                     | -              | -              |
| 2006-2007    | II liga     | III         | ?           | ?           | ?           | ?           | ?           | ?             | 2e tour          | -                     | -              | -              |
| 2007-2008    | I liga      | II          | 1er/11      | 44          | 20          | 15          | 5           | Vainqueur     | 6e tour          | -                     | -              | -              |
| 2008-2009    | PlusLiga    | I           | 10e/10      | 7           | 18          | 2           | 16          | -             | 6e tour          | -                     | -              | -              |
| 2009-2010    | I liga      | II          | 1er/13      | 62          | 24          | 21          | 3           | Finaliste     | 5e tour          | -                     | -              | -              |
| 2010-2011    | I liga      | II          | 3e/13       | 45          | 23          | 15          | 8           | Vainqueur     | 3e tour          | -                     | -              | -              |
| 2011-2012    | PlusLiga    | I           | 10e/10      | 11          | 18          | 4           | 14          | -             | 5e tour          | -                     | -              | -              |
| 2012-2013    | PlusLiga    | I           | 8e/10       | 17          | 18          | 6           | 12          | 1/4 de finale | 6e tour          | -                     | -              | -              |
| 2013-2014    | PlusLiga    | I           | 10e/12      | 22          | 22          | 7           | 15          | -             | 6e tour          | -                     | -              | -              |
| 2014-2015    | PlusLiga    | I           | 3e/14       | 54          | 26          | 19          | 7           | Finaliste     | Vainqueur        | -                     | -              | -              |
| 2015-2016    | PlusLiga    | I           | 4e/14       | 50          | 26          | 18          | 8           | -             | 1/2 finales      | Vainqueur             | C1             | Playoffs à 12  |
| 2016-2017    | PlusLiga    | I           | 7e/16       | 47          | 30          | 16          | 14          | -             | 1/2 finales      | -                     | -              | -              |
| 2017-2018    | PlusLiga    | I           | 3e/16       | 65          | 30          | 24          | 6           | 1/2 finales   | Vainqueur        | Finaliste             | -              | -              |
| 2018-2019    | PlusLiga    | I           | 10e/14      | -           | 28          | 9           | 15          | -             | -                | -                     | C1             | 1/4 de finale  |

## Joueurs et personnalités du club

### Entraîneurs successifs
- 2005-2006 :  Antoni Perzyna
- 2006-2007 :  Rafał Prus
- 2007-2009 :  Wojciech Kasza
- 2009-2010 :  Jerzy Strumiłło
- 2010-2011 :  Dariusz Luks
- 2011 :  Grzegorz Ryś
- 2011-2012 :  Dariusz Luks
- 2013-2014 :  Radosław Panas
- 2014-2019 :  Andrea Anastasi
- 2019-2022 :  Michał Winiarski
- 2022- :  Igor Juričić

### Joueurs emblématiques
- Miłosz Hebda
- Matti Hietanen
- Mikko Oivanen
- Bojan Janić
- Enrique De La Fuente
- Murphy Troy
- Daniel McDonnell